# ويلارد ستون
ويلارد ستون (بالإنجليزية: Willard Stone)‏ هو نقاش خشب ‏ أمريكي، ولد في 29 فبراير 1916 في أوكتاها في الولايات المتحدة، وتوفي في 5 مارس 1985 في لوكوست في الولايات المتحدة.